# Sten Sundfeldt
Sten Arvid Sundfeldt, född 2 oktober 1916 i Jönköping, död 7 november 1994 i Essinge församling, Stockholm, var en svensk diplomat. Han var ambassadör i Tel Aviv 1970–1975, i Helsingfors 1975–1980 och i Peking 1980–1982. 